# Виторио Гасман
Виторио Гасман (на италиански: Vittorio Gassman) е италиански актьор. 

## Биография
Викторио Гасман е роден в предградие на Генуа. Баща му е германски инженер Хайнрих Гасман (след като станал актьор, той е премахнал едно n от фамилното име на Виторио), майка му е пизанка Луиз Амброн, която е еврейка. В детството му се преместват в Рим, където завършва класическия литературен курс, а след това – Националната академия за драматично изкуство.
Той дебютира на театралната сцена в Милано през 1943 година, а в киното - през 1945 г. (филмът „Среща с Лаура“ на К. А. Феличе, филмът е изгубен). Славата на сцената бе донесена на Гасман от ролите му при Лукино Висконти в „Хамлет“ и „Тютюневият път“ (въз основа на пиесата на Джак Къркланд). През 1948 г. Гасман играе ролята на Джакомо Казанова в мелодрамата на Р. Фред „Тайнственият кавалер“. Въпреки това ролята на престъпника Уолтър в „Горчив ориз“ на Джузепе Де Сантис (1949) го прави наистина известен.
През 1952 г. ръководи създадения от него „Театър на италианското изкуство“.
Ако в началото на кариерата си Гасман беше смятан за майстор на драматичните роли то след 1958 г. благодарение на срещата си с Марио Моничели се премества на първите редици актьори на комедия в италиански стил. Поддръжниците на този жанр се обърнаха към изучаването на комичните аспекти на ежедневието в тяхната неразделна връзка с драматичното начало (под влиянието на неореалистичните нагласи). Моничели взе Гасман във филма „Неизвестни извършители“ (смята се, че филма е началото на комедия в италиански стил"). „Голямата война“, в романите на Бранкалеоне и много други.

## Избрана филмография
| година | филм                             | оригинално заглавие         | роля                   | режисьор                |
| ------ | -------------------------------- | --------------------------- | ---------------------- | ----------------------- |
| 1949   | Горчив ориз                      | Riso Amaro                  | Уолтър                 | Джузепе Де Сантис       |
| 1958   | Неизвестни извършители           | I soliti ignoti             | Пепе пантерата         | Марио Моничели          |
| 1959   | Голямата война                   | La grande guerra            | Джовани Бусака         | Марио Моничели          |
| 1961   | Страшният съд                    | Il giudizio universale      | Чимино                 | Виторио Де Сика         |
| 1961   | Труден живот                     | Una vita difficile          | Себе си                | Дино Ризи               |
| 1962   | Изпреварването                   | Il Sorpasso                 | Бруно Кортона          | Дино Ризи               |
| 1966   | Армията Бранкалеоне              | L'armata Brancaleone        | Бранколеони ди Норча   | Марио Моничели          |
| 1967   | Седем пъти жена                  | Sette Volte Donna           | Ченчи                  | Виторио Де Сика         |
| 1970   | Бранкалеоне на кръстоносен поход | Brancaleone alle Crociate   | Бранколеони ди Норча   | Марио Моничели          |
| 1971   | Аудиенция                        | L'Udienza                   | Принц Донати           | Марко Ферери            |
| 1971   | В името на италианския народ     | In nome del popolo italiano | Лоренцо Сантенокито    | Дино Ризи               |
| 1974   | Ухание в мрака                   | Profumo di donna            | Фаусто Консоло         | Дино Ризи               |
| 1974   | Обичахме се толкова много        | C'eravamo tanto amati       | Джанни Перего          | Еторе Скола             |
| 1976   | Татарската пустиня               | Il deserto dei Tartari      | полковник граф Филимор | Валерио Дзурлини        |
| 1977   | Новите чудовища                  | I nuovi mostri              |                        | Дино Ризи / Еторе Скола |
| 1977   | Изгубена душа                    | Anima persa                 | Фабио Щолц             | Дино Ризи               |
| 1987   | Семейството                      | La famiglia                 | Карло                  | Еторе Скола             |
| 1996   | Слийпърс                         | Sleepers                    | Кинг Бени              | Бари Левинсън           |